# ويليام كومستوك غرين
ويليام كومستوك غرين هو سياسي أمريكي، ولد في 26 أغسطس 1802، وتوفي في 3 أغسطس 1874. نشط حزبياً في الحزب الديمقراطي. وقد انتخب عضو جمعية ولاية ويسكونسن ‏.